# Politisk agent
Politisk agent var en titel på ämbetsmän i Brittiska imperiet som handhade relationerna med olika halvkoloniala statsbildningar som stod under brittisk suzeränitet. Titeln gavs främst till representanter hos de olika furstestaterna i Sydasien och kunde ges till både lägre ämbetsmän i en enskild furstestat och högre ämbetsmän som ansvarade för ett helt agentskap. Systemet med politiska agenter och residenter utgjorde grunden för britternas indirekta styre (engelska: indirect rule) i Indien.

## Befogenheter och uppdrag
Officiellt var de politiska agenterna sändebud eller rådgivare till främmande furstar men rollen de egentligen spelade kunde variera, i en del fall var de inte mycket mer än konsulära representanter hos den främmande furstens hov med rent diplomatiska uppgifter. I många andra fall blev de politiska agenterna däremot med stöd av kolonialmakten de facto makthavare i furstestaten med stort politiskt inflytande. De kunde uppta ytterligare ämbeten i furstestaten för att befästa sitt inflytande, i exempelvis furstestaten Akalkot var den politiska agenten även domare och därmed del av furstestatens rättssystem medan den politiska agenten i brittiskkontrollerade Baluchistan var ordförande i Quettas kommunstyrelse.
För centralregeringen i Brittiska Indien var de politiska agenterna ett sätt att bli underrättade om den politiska situationen i furstestaterna samt att, genom agenternas roll som rådgivare, utöva påtryckning och kontroll över de inhemska furstarna så att de inte gick emot kolonialmaktens intressen. Det ansågs inte alltid som ett prestigefyllt uppdrag, särskilt om man skickades till en liten och obetydlig furstestat, och mycket av agenternas tid upptogs av att följa den lokale fursten på diverse ceremonier. Ansåg den politiske agenten att fursten hade begått något slags allvarligt fel kunde han rapportera detta till sina överordnade som orsak nog att framtvinga ett maktskifte. För att förhindra att en politisk agent vistades för länge i en och samma furstestat, och därmed kunde utveckla en "ohälsosam" samarbetsanda med fursten han hade i uppdrag att kontrollera, förflyttades de ofta mellan olika stater.